# المساوح (العدين)

تعديل مصدري - تعديل

المساوح محلة تابعة لقرية الغربي، التابعة لعزلة بني زهير بمديرية العدين إحدى مديريات محافظة إب في الجمهورية اليمنية، بلغ تعداد سكانها 23 حسب تعداد اليمن لعام 2004.